# Cyril Bourlon de Rouvre
Pour les articles homonymes, voir Bourlon (homonymie).
Cyril Hubert Marie Bourlon de Rouvre, né à Boulogne-Billancourt (Seine) le 19 décembre 1945, est un homme d'affaires et homme politique français.

## Biographie

### Études et débuts dans la vie active
Fils d'Évrard Bourlon de Rouvre, industriel, et de sa femme née Claude Genty, Cyril de Rouvre est l'héritier des raffineries de sucre et de la fortune foncière de son arrière-grand-père, Charles de Rouvre (1850-1924), lui-même gendre d'un des hommes les plus riches de son époque, Gustave Lebaudy.
Après des études au collège Maspero à Paris, puis au collège Saint-Martin de France de Pontoise, à l'Oratory School de Reading (Angleterre), au Collège Saint-Jean à Fribourg (Suisse) et au lycée Janson-de-Sailly, Cyril de Rouvre fait des études de génie électrique à Jussieu et obtient en 1965 un diplôme d'ingénieur de l'Institut polytechnique des sciences appliquées de Paris.
Il travaille d'abord chez Électricité de France avant d'effectuer son service militaire et de commencer sa carrière comme ingénieur technico-commercial à la société Elliot Automation (1966-1968) avant de devenir directeur du service exportation de la société Sucre Union (1971-1973). Il est directeur commercial du département aide à la vente à la société Lara audiovisuel (1973) puis agent commercial dans l'audiovisuel (1974-1975) et directeur associé à la société Auto Racing (1977).

### Un chef d'entreprise jeune et dynamique
En 1979, à la mort de son père, assassiné par son valet de chambre, il hérite d'un important patrimoine immobilier, d'une raffinerie de sucre et de vingt-huit sociétés. Il est président-directeur général de Financière Robur et de Cofragec (1982-1992), de Coficine (1984-1992), de Gestimage (1985-1992), de la société Fabriques Sucre (1987-1992), de Robur DA (1988-1992), de SFDIC (1990-1992), directeur général des Éditions Robur (1986-1992), d'Elphora (1983-1992), de la Société Joyeux (1985-1992), de Vrille (1987-1992), des 3C (1988-1992) et des Films de La Tour (1989-1992).
Il modernise l'usine de sucre et fait prospérer l'héritage, en prenant, en 1981, le contrôle du holding Fraissinet, propriétaire de la compagnie d'aviation d'affaires Transair. En 1987, il se lance dans la distribution de films en rachetant, au producteur Robert Dorfmann, via l'une de ses sociétés, la Financière Robur, la société Cofragec avec son catalogue de 650 films parmi lesquels La Grande Vadrouille ou La Vache et le Prisonnier. Il produit notamment les films La Nuit bengali (1988) de Nicolas Klotz, Les Deux Fragonard (1989) de Philippe Le Guay, La Peste (1992) de Luis Puenzo. Il investit également dans l'immobilier, notamment un hôtel à Tahiti.
Passionné de voitures et de course automobile, il fait des rallyes aux côtés de Thierry Sabine, notamment Abidjan-Nice au volant d'une Range Rover.

### Vie politique en Haute-Marne et investissements en Formule 1
En 1989, il entame une carrière politique dans la Haute-Marne, département dont son aïeul Charles de Rouvre a été député sous la Troisième République. Il est élu maire de Chaumont (1989-1995), sans étiquette (classé comme divers droite) contre  le sénateur-maire centriste Georges Berchet, et conseiller régional de la région Champagne-Ardenne (1992-1998).
Il prend dans son équipe, comme conseiller municipal, un homme de 25 ans, Luc Chatel, dont il devient de fait le premier « parrain politique ».
Propriétaire de l'écurie de Formule 1 AGS de mars 1989 à 1991, il y engloutit 18 millions de dollars et commence à vendre les activités de son groupe, qui compte alors quelque 70 sociétés : d'abord Transair, puis l'usine de sucre, vendue à la Compagnie de navigation mixte et, en 1992, le catalogue de films, rétrocédé à UGC, sous la forme d'une fusion-absorption. En 1991, il cède AGS aux italiens Gabriele Rafanelli et Patrizio Cantu.
En 1992, Cyril de Rouvre achète l'écurie de Formule 1 Guy Ligier pour une somme estimée à 200 millions de francs. Avec son nouveau propriétaire, l’écurie Ligier semble retrouver un nouveau souffle et la saison 1993 marque un indéniable retour des voitures bleues, qui terminent le championnat à la cinquième place du classement des constructeurs (le meilleur résultat des « Bleus » depuis 1986). Mais l'implication de Cyril de Rouvre ne dure qu'une saison en raison d'ennuis judiciaires.

### Les ennuis judiciaires et le déclin
Le 14 décembre 1993, la juge Eva Joly l'incarcère à Fleury-Mérogis dans le cadre d'une plainte pour escroquerie déposée par les dirigeants d'UGC, Guy Verrecchia et Alain Sussfeld à la suite du rachat, en juin 1992 de la société Cofragec. Or, cette société aurait été vidée de ses actifs en laissant un passif estimé à 172,6 millions de francs. Cyril de Rouvre aurait promis de rembourser cette somme à la fin de 1992 mais, à cette date, il devait encore 100 millions. Le 5 mai 1993, les dirigeants d'UGC ont donc porté plainte contre lui. Il passe deux mois en prison.
Au début de 1994, il revend Ligier à Flavio Briatore.
Il perd la mairie de Chaumont aux élections municipales de 1995.
En 1996, une information judiciaire est ouverte à son encontre au TGI de Chaumont. Il comparaît devant le tribunal correctionnel de cette ville en septembre 1999 pour fraude fiscale. Sachant que le ministère public avait requis contre lui trois ans d'emprisonnement et vingt ans d'interdiction de gestion de société, il est condamné le 19 décembre 1999, jour de son anniversaire (54 ans), à la peine de dix-huit mois d'emprisonnement avec sursis et à une interdiction de gérer une société durant trois ans, ainsi qu'à une amende fiscale importante.

### Retour tardif en politique

#### Élections municipales (2014)
Fin 2013, il annonce son intention de présenter une liste à Chaumont à l'occasion des élections municipales. Sa liste arrive en troisième position et il est élu conseiller municipal et conseiller communautaire de l'Agglomération de Chaumont, siégeant dans l'opposition. Il démissionne de ses mandats de conseiller municipal et communautaire le 25 mars 2015.
- Résultats premier tour :
  - Inscrits : 16 089
  - Votants : 8 643 ; abstention : 7 446
  - Blancs et nuls : 494
  - Exprimés : 8 149 (50,65 %)
  - Liste d'union de la droite (Mme Christine Guillemy) : 47,61 %
  - Liste d'union de la gauche (M. Patrick Lefèvre) : 25,77 %
  - Liste Divers droite (M. Cyril de Rouvre) : 22,02 %
  - Liste Sans étiquette (M. Thierry Simon) : 4,58 %

- Résultats second tour :
  - Inscrits : 16 089
  - Votants : 8557 (53,19 %)
  - Blancs et nuls : 403
  - Exprimés : 8 154 (50,68 %)
  - Liste Union de la droite (Mme Christine Guillemy) : 4 262 voix (52,26 %) - 27 élus
  - Liste Union de la gauche (M. Patrick Lefèvre) : 2 312 voix (28,35 %) - 5 élus
  - Liste Divers droite (M. Cyril de Rouvre) : 1 580 voix (19,37 %) - 3 élus

#### Élections départementales (2015)
En février 2015, il annonce son intention de se présenter le 22 mars 2015 dans le canton de Chaumont-2 à l'occasion des élections départementales, en binôme avec Bérangère Abba. Il obtient 10,6 % des suffrages exprimés, et est ainsi éliminé dès le premier tour.